# Сабауда
Савойская галерея (итал. Galleria Sabauda) — сравнительно небольшая картинная галерея членов семьи Савойского правящего дома в Турине, которая была подарена ими Сардинскому королевству в 1860 году.
Начало Туринской картинной галерее положило приобретение королём Сардинии и герцогом Савойским Карлом Эммануилом III картин из дворца Бельведер в Вене его покойного кузена, принца Евгения Савойского. После присоединения Генуи к сардинским владениям собрание пополнилось за счёт полотен, которые прежде украшали дворец генуэзских дожей. В 1832 году картинная галерея была перевезена в палаццо Мадама в Турине и открыта для свободного доступа. Её обустройством на первых порах занимались братья Роберто и Массимо д’Адзельо.
После того, как палаццо Мадама было занято национальным сенатом, для картинной галереи подыскали новое здание, куда она и переехала (вместе с Египетским музеем) в 1865 году. Это бывшее здание академии наук постройки 1679 года, спроектированное архитектором Гварино Гварини. В 2012 году картины перевезли в Королевский дворец в Турине.
Помимо итальянских художников различных школ и эпох (например, здесь хранится одна из пяти подписанных работ падуанского мастера Джорджо Скьявоне), в галерее Савойского дома хорошо представлены старонидерландские мастера — такие, как Ян ван Эйк (2-я версия «Стигматизации Святого Франциска»), Рогир ван дер Вейден (створки «Благовещения») и Ханс Мемлинг («Страсти Христовы»).